# Stormscope

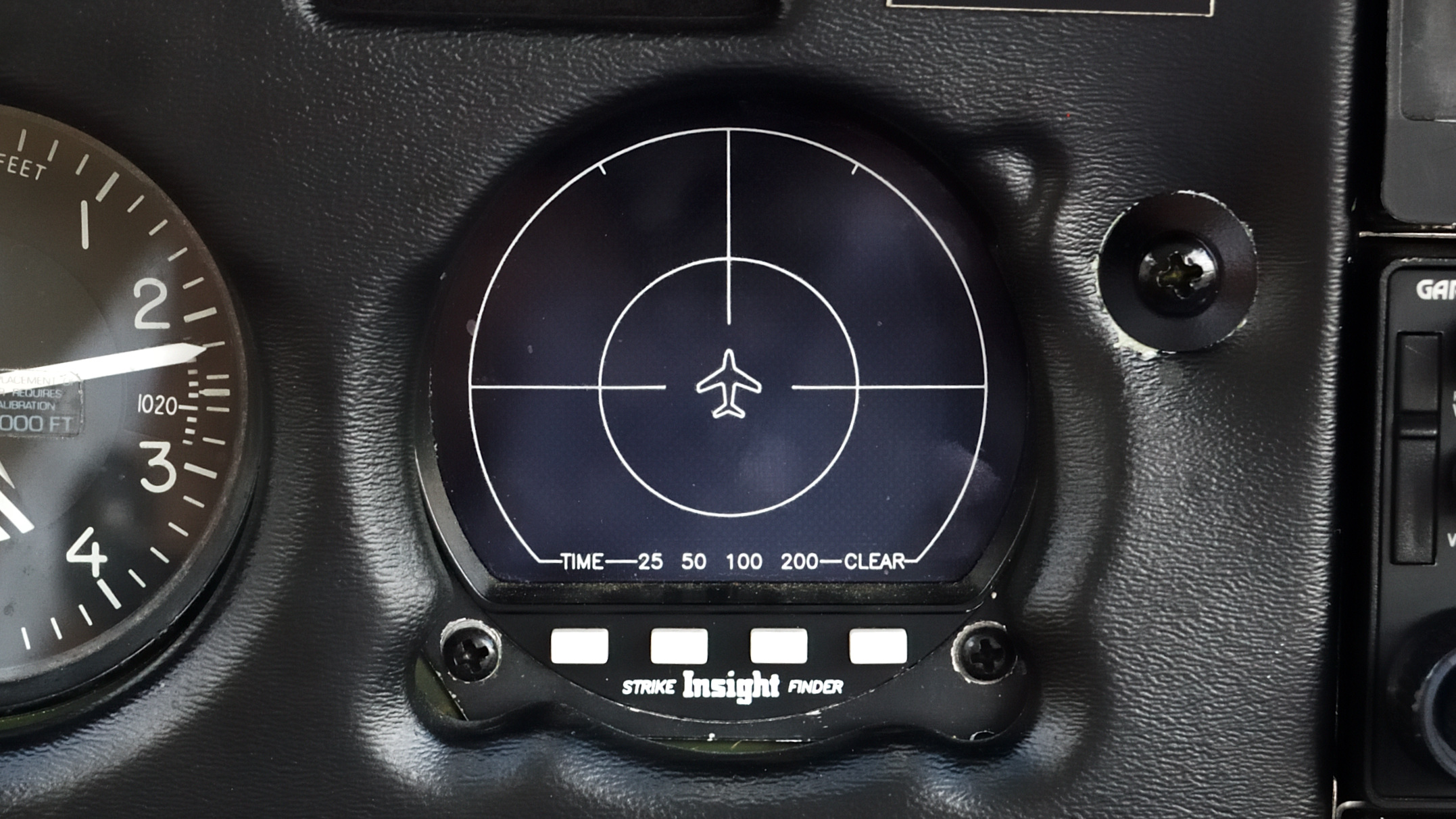
Stormscope Strike Finder in einer Piper PA-28R Arrow

Ein Stormscope (engl. etwa für „Gewitteranzeiger“) ist ein in der Luftfahrt verwendetes Anzeigegerät, das Piloten während des Fluges Informationen über das aktuelle Wettergeschehen liefert.

## Funktionsweise
Stormscopes messen die niederfrequente elektromagnetische Wellenenergie, die von Gewitterwolken ausgeht und als Sferic bekannt ist. Im Gegensatz zum Wetterradar senden sie selbst kein Signal aus. Die gemessene Wellenenergie entsteht durch heftige vertikale Luftbewegungen in der Gewitterwolke, die Ursache für Böen, Regen und Hagel sind, und die damit verbundenen elektrische Auf- und Entladungen. Sie ist auch dann messbar, wenn die Entladungen noch keine sichtbaren Blitze erzeugen. Die Wellenenergie wird ähnlich wie bei Radiokompassen über eine Kombination aus zwei Antennentypen empfangen, und der Richtungswinkel zur Wolke auf vergleichbare Weise errechnet. Den Abstand zur Wolke bestimmt das Gerät durch Vergleich der Messungen mit der elektronischen Signatur eines Standardgewitters. Richtung und Abstand zum Flugzeug werden in einer Radar-ähnlichen Bildschirmanzeige dargestellt.
Der zugrundeliegende Rechenalgorithmus gilt jedoch als ungenau, und die Zuverlässigkeit von Stormscopes insgesamt als begrenzt. Daher wird empfohlen, zusätzlich aktuelle Wetterinformationen von Bodenstationen einzuholen, die im Gegensatz zu Stormscopes Messdaten aus verschiedenen Stationen zusammenführen können.